# Ritratto (album Anna Melato)
Ritratto è il secondo ed ultimo album della cantautrice italiana Anna Melato, pubblicato dall'etichetta discografica RCA nel 1977.
L'interprete è autrice completa di 6 dei 10 brani e ne firma altri 3 insieme a Gianni Mazza, che è produttore del disco, oltre a curare gli arrangiamenti e dirigere l'orchestra.
Dal disco viene tratto il singolo Ritratto/Io so come si fa.

## Tracce

### Lato A
1. Ritratto
2. Sono sola
3. L'alba di un martedì
4. Non sia mai la gelosia
5. Fingerò

### Lato B
1. Che uomo sei
2. La coppia
3. Il bolide
4. Rosalia
5. Io so come si fa